# Parti populaire démocrate-chrétien (Hongrie)
Pour les articles homonymes, voir Parti démocrate-chrétien.

Logo du Parti populaire démocrate entre 1944 et 1989.

Le Parti populaire démocrate-chrétien (hongrois : Kereszténydemokrata Néppárt, prononcé [ˈkɛɾɛsteːɲdɛmokɾɒtɒ ˈneːppaːɾt], KDNP) est un parti politique hongrois, membre du Parti populaire européen jusqu'en 2024. Son président est Zsolt Semjén.
Allié pour les élections législatives de 2006 aux conservateurs du Fidesz-Union civique hongroise, il obtient 10 députés. Aux élections européennes de 2009, toujours allié au Fidesz, il remporte plus de 50 % des voix. Aux élections législatives de 2010, il obtient 36 députés sur un total de 386. Il  soutient le gouvernement de Viktor Orbán aux côtés des 226 députés du Fidesz. Les deux formations alliées détiennent à elles seules 68 % des députés au Parlement actuel.

## Fondements idéologiques et philosophiques

### Valeurs
Le parti a une idéologie démocrate chrétienne. Le programme du parti s'intitule « Avec foi, confiance et sincérité, pour notre pays et notre nation » (Hittel, bizalommal, őszintén hazánkért, nemzetünkért).
- La demande d'introduction de l'impôt familial (quotient familial) et d'arrêt des privatisations.
- La fin de l'ouverture des magasins le dimanche.
- Le soutien à ce que la nouvelle constitution fasse référence à l'héritage chrétien de la Hongrie et mentionne Dieu.
- L'interdiction au mariage homosexuel et à l'adoption par des homosexuels.
- L'opposition à l'avortement.

## Histoire
Le parti est fondé sous le nom de KDNP le 13 octobre 1944 par des catholiques hongrois hommes politiques, intellectuels et membres du clergé. Parmi les fondateurs, il y avait l'évêque Vilmos Apor, Béla Kovrig (président de l'université de Kolozsvár), László Varga, le général József Pálffy, l'ethnographe Sándor Bálint et le journaliste politique István Barankovics. C'était une émanation du Mouvement populaire social catholique (Katolikus Szociális Népmozgalom, KSzN), une organisation civile. Au début de 1945, Barankovics est élu premier secrétaire.
Le nouveau KDNP ne profite que de quatre ou cinq mois de semi-légalité vers la fin de la Seconde Guerre mondiale. À la fin de la guerre, les autorités d'après-guerre dominées par les communistes refusent de le légaliser ou de lui permettre de continuer à fonctionner. Malgré les tentatives de Varga et de Barankovics, ils se voient refuser l'autorisation officielle de fonctionner et de prendre part aux élections. Certains des fondateurs du parti, y compris Varga, sont emprisonnés quelques jours par des détachements du parti des Croix fléchées.
Pendant ce temps, certains membres du parti disaient que Barankovics faisait trop de concessions aux autorités communistes en échange de bien peu, et il y avait de plus en plus de frictions entre deux factions : l'aile gauche socialiste chrétienne dirigée par Barankovics et l'aile droite conservatrice-cléricale dirigée par l'homme de confiance de József Mindszenty, József Pálffy. L'aile gauche a de plus en plus d'ascendant dans le parti, et le 8 mai 1945, Barankovics remplace Pálffy comme président. Le parti change de nom pour devenir le Parti populaire démocrate (DNP), tandis qu'un groupe dirigé par Pálffy fonde un nouveau parti appelé KDNP, qui, cependant, ne réussit pas à rester dans la légalité dans une atmosphère de plus en plus sous influence soviétique.
Le DNP était une organisation démocratique et anti-communiste. En 1949, Mátyás Rákosi demande à Barankovics que les dirigeants du parti l'aident dans le procès-spectacle contre le cardinal Mindszenty, qui était pour l'instant encore emprisonné. Barankovics refuse et, abandonnant son parti, s'enfuit en Autriche dans la voiture d'un diplomate américain. Beaucoup suivent son exemple, d'autres sont emprisonnés par les communistes.

## Résultats électoraux

### Élections législatives
| Année | %     | Sièges   | Voix      | Statuts             |
| ----- | ----- | -------- | --------- | ------------------- |
| 1945  | -     | 2        | -         | -                   |
| 1947  | 16,5  | 60       | 824 259   | opposition          |
|       |       |          |           |                     |
| 1990  | 6,46  | 21       | 317 183   | gouvernement        |
| 1994  | 7,03  | 22       | 379 573   | opposition          |
| 1998  | 2,59  | 0        | 116 065   | extra-parlementaire |
| 2002  | 3,90  | 0        | 219 029   | extra-parlementaire |
| 2006  | 42,03 | 164 (23) | 2 272 979 | opposition          |
| 2010  | 52,73 | 263 (36) | 2 706 292 | gouvernement        |
| 2014  | 44,87 | 133 (16) | 2 264 486 | gouvernement        |
| 2018  |       | 134      |           | gouvernement        |

Note: Lors des élections législatives de 2006, 2010, 2014 et 2018, le parti a fait liste commune avec la Fidesz. Le nombre de sièges remportés par le KDNP est indiqué entre parenthèses pour ces années.